# فیض‌آباد (گرگان)
فیض آباد، روستایی است از توابع بخش مرکزی شهرستان گرگان در استان گلستان ایران.

## جمعیت
این روستا در دهستان استرآباد جنوبی قرار داشته و براساس سرشماری سال ۱۳۸۵جمعیت آن ۹۱۱ نفر (۲۱۱ خانوار) بوده است.